# 劇団俳優座

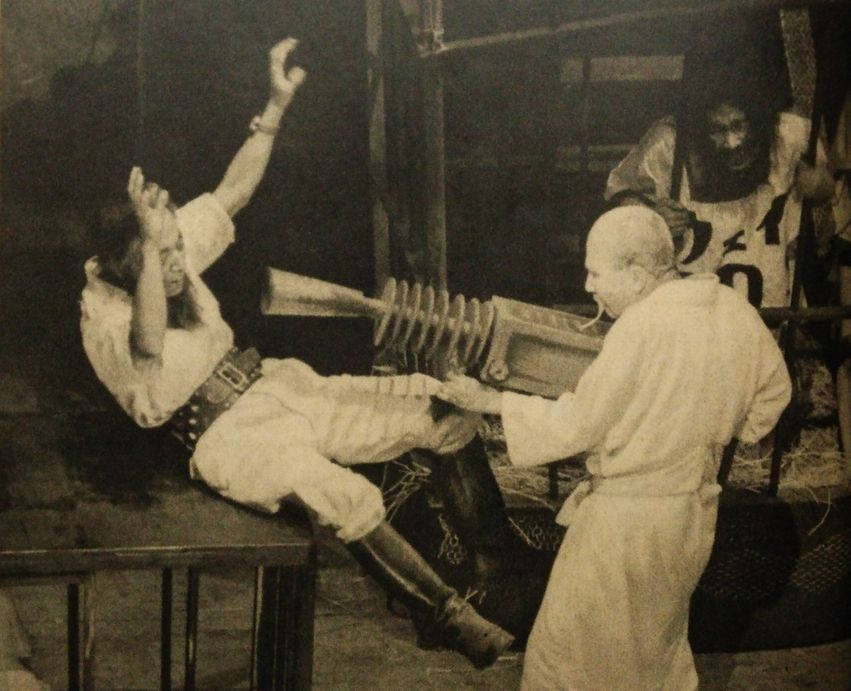
安部公房原作『どれい狩り』公演（1955年）。右側手前は「閣下」を演ずる浜田寅彦。

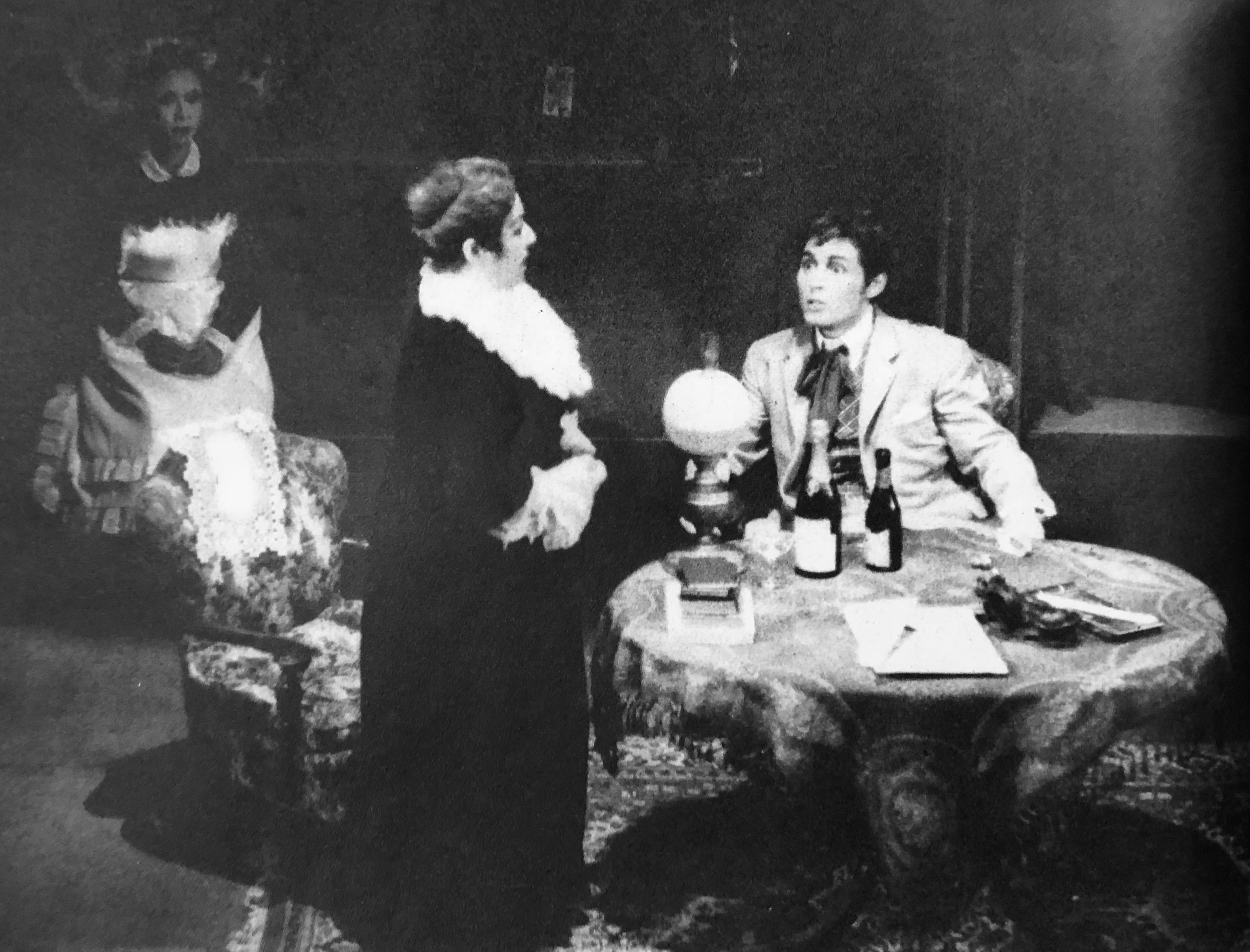
イプセン原作『幽霊』公演（1955年9月）。左から秋好光果、東山千栄子、仲代達矢。

劇団俳優座（げきだんはいゆうざ）は、東京都港区六本木四丁目にある劇団。現在の代表は岩崎加根子。日本芸能マネージメント事業者協会会員。

## 概要
文学座・劇団民藝と並び、日本を代表する新劇団の一つ。「有限会社劇団俳優座」（1951年6月設立）が運営している。
1944年（昭和19年）2月に青山杉作・小沢栄太郎・岸輝子・千田是也・東野英治郎・東山千栄子・村瀬幸子ら10人によって創立された。
初代の劇団代表は千田是也。2000年から浜田寅彦、大塚道子と続き、現在の代表は岩崎加根子。
1953年、俳優座演劇部研究所が菊池寛賞を受賞。
1968年8月、映画放送部は分離独立され「俳優座映画放送株式会社」として設立。部長の佐藤正之が社長に就任した。1985年9月、「俳優座映画放送株式会社」は「株式会社仕事」に社名変更した。現在では新たに映画放送部が存在し、所属俳優のマネジメントを行っている。
TBSで放送された『水戸黄門』『大岡越前』では、両シリーズ終了まで多くの主要キャストが抜擢され、長らく「協力・俳優座」とクレジットされた。
かつては映画会社所属の俳優も委託指導した。東映が1950年代から1960年代にかけて東映ニューフェイスで採用した新人俳優を6カ月育成していたのは、俳優座の大借金を佐藤正之が東映の幹部・岡田茂を通じて肩代わりしてもらい、俳優座の危機を東映が救っていたから断れない立場であったからである。東映のプロデューサーだった吉田達によれば、佐藤と岡田が親友で、佐藤がなかなか金を返さず、その代わりに田中邦衛などの俳優座所属の役者が東映映画に出るようになったと話している。

## 現在の主な座員

### 演技部 男性
- 小笠原良知
- 中野誠也
- 小美野欣士
- 伊東達広
- 可知靖之
- 遠藤剛
- 中寛三
- 川口啓史
- 堀越大史
- 若尾哲平
- 小山力也
- 巻島康一
- 森一
- 加藤佳男
- 河内浩
- 河野正明
- 矢野和朗
- 田中茂弘
- 関口晴雄
- 志村史人
- 谷部央年
- 塩山誠司
- 蔵本康文
- 脇田康弘
- 齋藤隆介
- 千賀功嗣
- 八柳豪
- 松﨑建ん語
- 加藤頼

ほか

### 演技部 女性
- 岩崎加根子
- 香野百合子
- 坪井木の実
- 田野聖子
- 執行佐智子
- 川口敦子
- 清水良英
- 片山真由美
- 早野ゆかり
- 荒木真有美
- 浅川陽子
- 小澤木の実
- 保亜美
- 有馬理恵

ほか

### 文芸演出部
- 安井武
- 髙岸未朝
- 亀井光子
- 宮崎真子
- 眞鍋卓嗣

ほか

## 過去に輩出した主な俳優
元・俳優座座員
| - 浜田寅彦 - 松本克平 - 横森久 - 永井智雄 - 福田豊土 - 古谷一行 - 仲代達矢 - 中村敦夫 - 西川竜太郎 - 原田芳雄 - 松島正芳 - 中谷一郎 - 平幹二朗 - 山本學 - 山本圭 - 横内正 - 小高雄二 - 新克利 | - 阿藤快 - 秋野太作 - 井川比佐志 - 磯部勉 - 稲葉義男 - 大林丈史 - 緒方文興 - 小沢栄太郎 - 加藤剛 - 神山寛 - 川井康弘 - 河原崎次郎 - 木村功 - 志村要 - 菅貫太郎 - 千田是也 - 武内亨 - 滝田裕介 - 田中邦衛 - 東野英治郎 - 東野英心 - 鶴田忍 - てらそままさき - 田中壮太郎 - 田中美央 | - 東山千栄子 - 岸輝子 - 村瀬幸子 - 川上夏代 - 杉山とく子 - 菅井きん - 大塚道子 - 野村昭子 - 市原悦子 - 河内桃子 - 小林哲子 - 栗原小巻 - 佐藤オリエ - 谷育子 - 井口恭子 - 日下由美 - 堀江真理子 - 丸山真歩 - 安藤麻吹 - 野中マリ子 - 中野今日子 - 小飯塚貴世江 - 田野聖子 - 来路史圃 - 内田夕夜 |

ほか
研究所・養成所出身
| - 森塚敏 - 本郷淳 - 矢田稔 - 佐藤慶 - 矢野宣 - 露口茂 - 山﨑努 - 佐藤允 - 宇津井健 - 和田周 - 勝呂誉 - 樋浦勉 - 辻萬長 - 津田喬 - 竜崎勝 - 前田吟 - 林隆三 - 大出俊 - 峰岸徹 - 成瀬昌彦 - 生井健夫 - 土屋嘉男 - 佐竹明夫 - 小林昭二 | - 井上昭文 - 小沢昭一 - 高橋昌也 - 渥美国泰 - 愛川欽也 - 福田豊土 - 城所英夫 - 砂塚秀夫 - 穂積隆信 - 柳生博 - ジェームス三木 - 野村浩三 - 清川元夢 - 上田忠好 - 江幡高志 - 天本英世 - 塚本信夫 - 伊藤久哉 - 桐野洋雄 - 藤岡重慶 - 藤田敏八 - 大木正司 - 山本耕一 - 西沢利明 - 柴田侊彦 - 中村孝雄 | - 小川真司 - 堀勝之祐 - 渡辺晃三 - 勝部演之 - 鹿島信哉 - 石立鉄男 - 剣持伴紀 - 中山克己 - 廣瀬昌亮 - 清水絋治 - 村井国夫 - 夏八木勲 - 小野武彦 - 地井武男 - 高橋長英 - 大月ウルフ - 加地健太郎 - 長谷川哲夫 - 成田三樹夫 - 工藤堅太郎 - 河原崎建三 - 山本亘 - 松田賢二 - 加納周典 | - 楠侑子 - 谷育子 - 楠田薫 - 應蘭芳 - 牧よし子 - 水野久美 - 柳川慶子 - 岩本多代 - 北川恭子 - 荒砂ゆき - 樫山文枝 - 吉野佳子 - 渡辺美佐子 - 大山のぶ代 - 富士眞奈美 - 二階堂有希子 - しめぎしがこ - 大方斐紗子 - 三好美智子 - 太地喜和子 - 赤座美代子 - 北川めぐみ - 稲垣隆史 - 喜多道枝 |

ほか
俳優座で演技の稽古を受けた俳優
- 南原宏治（東映ニューフェイス1期）
- 千葉真一
- 宮内洋
- 後藤久美子
- 山口智子
- 石田ゆり子
- 鷲尾いさ子
- 江口由起

ほか

## 最近の作品

### 2013年
- no.314：心細い日のサングラス（作：山田太一／演出：中野誠也）俳優座劇場
- no.315：とりつくしま（原作：東直子 ちくま文庫刊「とりつくしま」より／脚本・演出：眞鍋卓嗣）シアタートラム
- no.316：三人姉妹（作・アントン・チェーホフ／演出・森一）俳優座稽古場
- no.317：気骨の判決（原作：清永聡「気骨の判決」より／脚本：竹内一郎／演出：川口啓史）紀伊國屋ホール

### 2012年
- no.310：カラマーゾフの兄弟（原作：ドストエフスキー／脚本：八木柊一郎／演出：中野誠也）俳優座劇場
- no.311：ヒメハル～ヒメジョオン・ハルジオン～（作：スエヒロケイスケ／演出：眞鍋卓嗣）紀伊國屋ホール
- no.312：かもめ（作：アントン・チェーホフ／英訳：マイケル・フレイン／翻訳：小田島雄志／演出：眞鍋卓嗣）俳優座稽古場
- no.313：いのちの渚（作：吉原公一郎／演出：落合真奈美）

### 2011年
- no.306：リア王（作：ウィリアム・シェークスピア／訳：小田島雄志／台本・演出：安川修一）俳優座劇場
- no.307：月光の海 ギタラ（企画：加藤剛／原作・脚本：毛利恒之／演出：藤原留香）紀伊國屋ホール
- no.308：ワーニャ伯父さん（作：アントン・チェーホフ／訳・演出：袋正）俳優座稽古場
- no.309：ある馬の物語（脚色：マルク・ロゾーフスキイ レフ・トルストイ「ホルストメール」による／訳：桜井郁子／演出：眞鍋卓嗣）あうるすぽっと

### 2010年
- no.301：どん底（原作：マキシム・ゴーリキー／脚本・演出：安川修一）紀伊國屋サザンシアター
- no.302：沈黙亭のあかり（作：山田太一／演出：中野誠也）紀伊國屋ホール
- no.303：大岡越前-卯の花が咲くとき―（脚本：筑地久実、RaiKen Plus／演出：金子良次）三越劇場
- no.304：心の止り―この人を心の止りに朝夕見てこそ―（作：美苗／演出：森一）シアターΧ
- no.305：樫の木坂四姉妹（作：堀江安夫／演出：袋正）シアターΧ

### 2009年（創立65周年記念）
- no.296：村岡伊平治伝（作：秋元松代／演出：安川修一／出演：小山力也 ほか）俳優座劇場
- no.297：蟹工船（原作：小林多喜二／脚本・演出：安川修一）俳優座劇場
- no.298：nine（作：小原延之／演出：山田潤）シアターΧ
- no.299：コルチャック（原作：近藤二郎 平凡社ライブラリー決定版「コルチャック先生」、近藤康子 岩波ジュニア新書「コルチャック先生」／台本・演出：安川修一）シアターΧ
- no.300：渇いた人々は、とりあえず死を叫び（作：青木豪／演出：高岸未朝）あうるすぽっと